# Philippe Carrese
Philippe Carrese   (Marsella, 6 d'abril de 1956 - 4t districte, 5 de maig de 2019) va ser un escriptor, guionista i artista francès. També va escriure articles a la premsa iv a ser realitzador i director de pel·lícules de llargmetratge, documentals i sèries de televisió.

## Biografia
Va néixer el 1956 a Marsella d'una família d'immigrants napolitans, es va criar al barri de Lo Panier.
Va estudiar als Maristes de Saint Joseph de la plaça Castelhana, continuà en una escola pública i el 1974 s'integrà a l'IDHEC (Institut des Hautes Études Cinématographiques), de Paris.
Philippe Carrese porta una imatge crítica sobre la societat, que ell coneix, de Marsella i els seus barris del Nord, dels que en fa fer documentals entre 1990 i 2005. Va dur a terme investigació històrica sobre la Primera i Segona Guerra Mundial per fer pel·lícules com Malaterra  (2003), guanyadora del festival de ficció de TV Saint-Tropez en 2004, Liberata (2005) i L'Arche de Babel (2010).
Tenint el seu propi univers en el cinema, va decidir seguir la seva carrera reconvertint-se en la literatura. Es va especialitzar en escriure novel·la policíaca que donarà a conèixer en les editorials Fleuve noir i L'Écailler.. També publica llibres de literatura infantil i juvenil, publicats per éditions Syros.
Es basa en les seves experiències personals i del seu entorn per escriure les seves novel·les. Així els seus llibres inclouen anècdotes i historietes de Marsella. Alguns de les seves dinou narracions de suspens estan inspirades en fets reals que van tenir lloc a Marsella, en la dècada de 1990. Hi barreja humor negre, auto-burla i crítica del comportament insular.

## Obres

### Naracions
- Trois jours d'engatse, Méditorial, collection Misteri, 1994; réédition, Fleuve Noir, 1995 ISBN 2-265-05716-9; réédition, Pocket No. 11559, 2002 ISBN 2-266-12126-X; réédition, Éditions de l'Aube, L'Aube noire poche, 2014 ISBN 978-2-8159-1103-0
- Pet de mouche et la Princesse du désert, Fleuve noir No. 27, 1997 ISBN 2-265-06119-0
- Tue-les, à chaque fois, Fleuve noir No. 68, 1999 ISBN 2-265-06541-2
- Filet garni, Fleuve Noir, 1996 ISBN 2-265-05715-0
- Allons au fond de l'apathie, Baleine, Plantilla:Coll, 1998 ISBN 2-84219-122-6
- Le Bal des cagoles, Fleuve noir, Plantilla:Coll, 2000 ISBN 2-265-07049-1; réédition, Pocket No. 11845, 2002 ISBN 2-266-12988-0; réédition, Marseille L'Écailler, Plantilla:Coll, 2011 ISBN 978-2-36476-005-9
- Graine de courge, F. Massot éditeur, Plantilla:Coll No. 17, 1998 ISBN 2-908382-94-6; réédition, J'ai lu No. 5494, 2000 ISBN 2-290-05494-1
- Flocoon Paradise, Florent Massot, 2001 ISBN 2-84588-041-3
- Conduite accompagnée, Fleuve Noir, 2002 ISBN 2-265-07381-4; réédition, Pocket No. 12474 ISBN 2-266-15012-X
- Une petite bière pour la route, Fleuve Noir, Plantilla:Coll, 2002 ISBN 2-265-06876-4
- Une belle histoire d'amour, Fleuve Noir, 2003 ISBN 2-265-07602-3; réédition, Pocket No. 12174, 2004 ISBN 2-266-14160-0
- Place aux huiles !, L'Écailler du Sud, 2005 ISBN 2-914264-79-8
- Les Veuves gigognes, Fleuve Noir, Plantilla:Coll, 2005 ISBN 2-265-07959-6; réédition, Éditions de l'Aube, L'Aube noire poche, 2014 ISBN 978-2-8159-0989-1
- Enclave, Plon, 2009 ISBN 978-2-259-20975-5; réédition, Éditions de l'Aube, L'Aube poche, 2014 ISBN 978-2-8159-0992-1
- Virtuoso ostinato: le virtuose obstiné, Éditions de l'Aube, Plantilla:Coll, 2014 ISBN 978-2-8159-0986-0
- Retour à San Catello, Éditions de l'Aube, Plantilla:Coll, 2015 ISBN 978-2-8159-1204-4

### Literatura infantil i juvenil

#### SèrieMarseille, quartiers sud
- La Grotte de l'aviateur, Syros jeunesse, Plantilla:Coll, 2003 ISBN 2-7485-0236-1
- Le Vol de la momie, Syros jeunesse, Plantilla:Coll, 2005 ISBN 2-7485-0374-0
- Le Scénario de la mort, Syros jeunesse, Plantilla:Coll, 2006 ISBN 2-7485-0463-1
- La Malédiction de l'enclume, Syros jeunesse, Plantilla:Coll, 2007 ISBN 978-2-7485-0537-5
- Le Jardin des délices, Syros jeunesse, Plantilla:Coll, 2008 ISBN 978-2-7485-0718-8
- Le Point de rupture, Syros jeunesse, Plantilla:Coll, 2009 ISBN 978-2-74-850853-6
- Le Fantôme de la bastide, Syros jeunesse, Plantilla:Coll, 2010 ISBN 978-2-7485-0906-9

#### Altres de literatura jovenil
- Le Tambour du diable, Les 400 Coups, 2002 ISBN 2-8459-6051-4

### Altres publicacions
- Le Petit Lexique de ma-belle-Provence-que-j'aime, J. Faffitte, 1996 (en collaboration avec Jean-Pierre Cassely) ISBN 2-86276-304-7
- Marseille, du noir dans le jaune, Autrement, 2001 ISBN 2-7467-0088-3

### Il·lustracions
- Place aux huiles, L'Écailler du Sud, 2005
- Marseille croquée par, Àmarseille éditeur, Plantilla:Coll, 2007 ISBN 2-915332-19-3

## Filmografia

### Telefilms
- Plus belle la vie - 2006
- Malaterra (rodada en provençal[7])
- Liberata (rodada en cors, francès i italià)
- L'Arche de Babel

### Llargmetratges
- Cassos